# ヘイリー・スペルマン
ヘイリー・スペルマン（Hayley Dora Spelman、1991年6月11日 - ）は、アメリカ合衆国の元女子バレーボール選手である。

## 来歴
ネバダ州ラスベガス出身。ネバダ州スプリングバレーにあるDurango高校（英語版）に入学してからバレーボールを始めた。2008年に米国ジュニア代表に選出され、NORCECAジュニア選手権（英語版）に出場して金メダルを獲得した。2009年から2012年まではスタンフォード大学カーディナルに所属し、NCAA女子バレーボール選手権などで活躍した。
大学卒業後はアゼルバイジャン・スーパーリーグのテレコム・バクーと契約し、2013-14シーズンからプロ選手となったが、シーズン途中の2月にセリエA1のVolley 2002 Forlì（イタリア語版）に移籍した。2014-15シーズンからは同じセリエAのTiboni Urbino（イタリア語版）に移籍した。
2015年5月2日に韓国バレーボール連盟がカリフォルニア州アナハイムで実施したトライアウトに合格し、指名を受けたKGC人参公社に移籍した。10月14日のVリーグ開幕戦である興国生命ピンクスパイダーズ戦に出場し、総得点51点（アタック47点、ブロック2点、サービスエース2点）をあげ華々しいVリーグデビューを飾った。

## 球歴
- ジュニア代表
  - NORCECAジュニア選手権 - 2008年（金メダル）

## 所属チーム
- スタンフォード大学カーディナル （2009-2012年）
- テレコム・バクー （2013-2014年）
- Volley 2002 Forlì （2014年）
- Tiboni Urbino （2014-2015年）
- KGC人参公社 （2015-2016年）
- アルタイ（2016年）
- F2ロジスティクス（2016年）
- グレシク・ペトロキミア（2017年）
- ASPTTミュルーズ（2017-2019年）
- 水原現代建設ヒルステート（2019-2020年）
- シュヴェリーンSC（2020-2021年）
- ルヴァロワ（2022年）
- ザマレクSC（2022-2023年）